# セクレタリアト/奇跡のサラブレッド
『セクレタリアト/奇跡のサラブレッド』（原題: Secretariat）は、2010年の伝記映画。1973年に活躍した三冠達成の競走馬「セクレタリアト」と、その馬主・ペニー・チェネリーの実話を基にした作品である。日本ではビデオスルーとして、2012年6月20日にDVD/Blu-ray Discが発売された。2013年3月にWOWOWで放送された。

## ストーリー
アメリカ合衆国・バージニア州にある競走馬生産牧場「メドウ・ステーブル」のオーナーであるクリスは病に倒れた。その牧場の経営も赤字続きだったことから、クリスの息子たちは牧場の売却を模索する。そんな中、18年前に結婚し専業主婦となっていた娘・ペニーはこれに反対し、その経営権を父から譲り受けて牧場の経営に乗り出した。牧場経営に関しては素人同然のペニーだったが、調教師のルシアンとの出会いなどもあって徐々にそれを身につけていく。やがて牧場では1頭の仔馬が生まれた。その馬こそ、後に「アメリカ競馬史上最強馬」とも称される名馬・セクレタリアトであった。

## キャスト
※括弧内は日本語吹替
- ペニー・チェネリー - ダイアン・レイン（佐々木優子）
- ルシアン・ローリン（英語版） - ジョン・マルコヴィッチ（樋浦勉）
- エディ・スウェット（英語版） - ネルサン・エリス（江川央生）
- ロン・ターコット - オットー・ソーワース（小森創介）
- セス・ハンコック - ドリュー・ロイ（土田大）
- オグデン・フィップス - ジェームズ・クロムウェル（小島敏彦）
- クリス・チェネリー - スコット・グレン（柴田秀勝）
- ジャック・トゥイーディ - ディラン・ウォルシュ（堀内賢雄）
- エリザベス・ハム - マーゴ・マーティンデイル（秋元千賀子）
- ブル・ハンコック - フレッド・ダルトン・トンプソン（藤本譲）
- ホリス・チェネリー（英語版） - ディラン・ベイカー（森田順平）
- ケイト・トゥイーディ - AJ・ミシェルカ（竹田まどか）